# Долакха (район)
Долакха (непальск. दोलखा जिल्ला) — один из 75 районов Непала. Входит в состав зоны Джанакпур, которая, в свою очередь, входит в состав Центрального региона страны. Административный центр — город Бхимешвар.
Граничит с районом Рамечхап (на юге и востоке), районом Солукхумбу зоны Сагарматха (на северо-востоке), районом Синдхупалчок зоны Багмати (на западе) и Тибетским автономным районом КНР (на севере). Площадь района составляет 2191 км².
Население по данным переписи 2011 года составляет 186 557 человек, из них 87 003 мужчины и 99 554 женщины. По данным переписи 2001 года население насчитывало 204 229 человек. 67,80 % населения исповедуют индуизм; 22,30 % — буддизм; 1,63 % — христианство.